# Ours au Portugal
S'il n'existe plus de population stable et sauvage d'ours brun au Portugal, la date de leur extinction est discutée, sa présence dans le pays étant soupçonnée ou attestée de façon sporadique depuis plusieurs siècles.

## Histoire
Divers fossiles découverts dans des grottes montrent que l'Ours est présent au Portugal dès le Pléistocène. L'Ours brun semble être la seule espèce du genre Ursus à avoir vécu sur ce territoire à cette période.
Comme dans beaucoup d'autres pays d'Europe, l'Ours a connu un fort déclin au moyen Âge à cause de l'activité humaine, notamment de la chasse. Le roi Jean Ier interdit la chasse à l'ours, mais cette interdiction est peu respectée par les paysans qui reprochent aux ours de s'attaquer aux récoltes et au bétail. La période des grandes découvertes accélère ce mouvement par la déforestation qu'elle entraîne, pour les besoins de bois pour la construction des navires. À partir du XVIe siècle, les rares ours survivants se trouvent probablement dans les montagnes de la Serra do Gerês, au Nord du pays. Des témoignages sporadiques, aux XIXe siècle et XXe siècle, laissent entendre qu'il aurait survécu jusqu'au milieu du XXe siècle, mais peut-être que les ours aperçus provenaient des montagnes d'Espagne, où sa survie est attestée.
En 2019, un ours est aperçu dans le parc naturel de Montesinho et dans la commune de Bragance, dans le Nord. Il provient sans doute des monts Cantabriques en Espagne, où la population d'ours est relativement importante.

## L'Ours et l'Homme

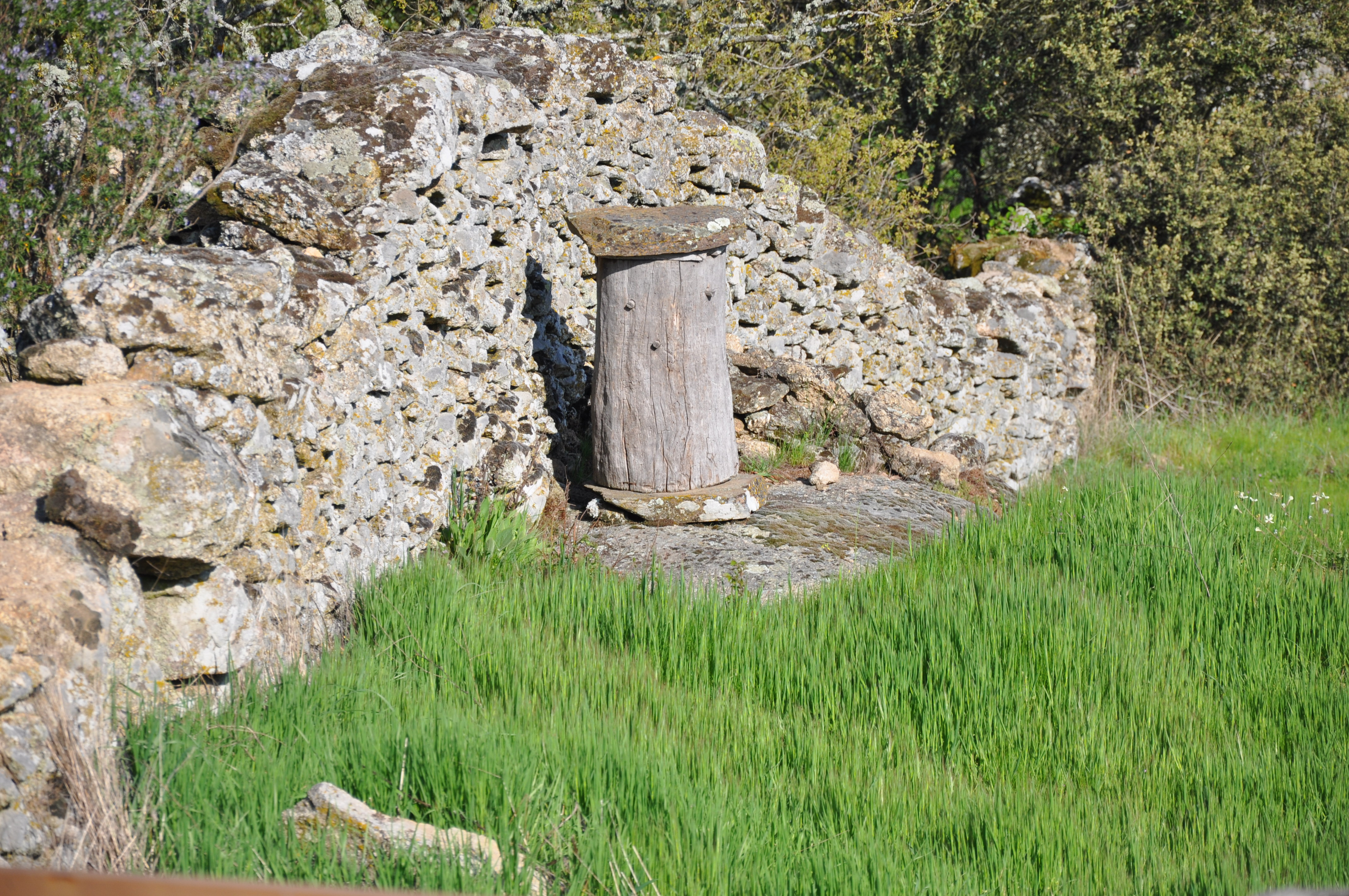
Ruche traditionnelle à Miranda do Douro.

Les ruches étaient protégées des ours par des murs en pierres pouvant mesurer deux mètres de haut pour un mètre d'épaisseur. Appelées silhas, ces constructions attestent de la présence de l'Ours dans 27 à 38 communes du Nord et de l'Est du pays.